# Steinfeld (Altmark)
Steinfeld is een plaats en voormalige gemeente in de Duitse deelstaat Saksen-Anhalt, en maakt deel uit van de gemeente Bismark (Altmark) in de Landkreis Stendal.
Steinfeld (Altmark) is een Ortschaft van de gemeente Bismark, die bestaat uit de plattelandsdorpen Steinfeld en Schönfeld, met, begin 2022, respectievelijk 223 en 67 inwoners. Steinfeld ligt ongeveer 12 kilometer ten oost-zuidoosten van het stadje Bismark. Het ligt in een van de weinige bosrijke gebieden van de gemeente.
In de Jonge Steentijd, tussen 3500 en 2800 jaar vóór de jaartelling, hebben dragers van de Trechterbekercultuur in het gebied van de huidige gemeente Bismark enige hunebedden gebouwd. Verscheidene daarvan werden tot en met de 19e eeuw vernietigd, om de stenen voor andere doeleinden te gebruiken. Eén hunebed, op 250 meter ten noorden van de kerk van Steinfeld, is bewaard gebleven.
Jaarlijks, in september, wordt in Steinfeld een folkloristische boerenmarkt gehouden.

## Afbeeldingen

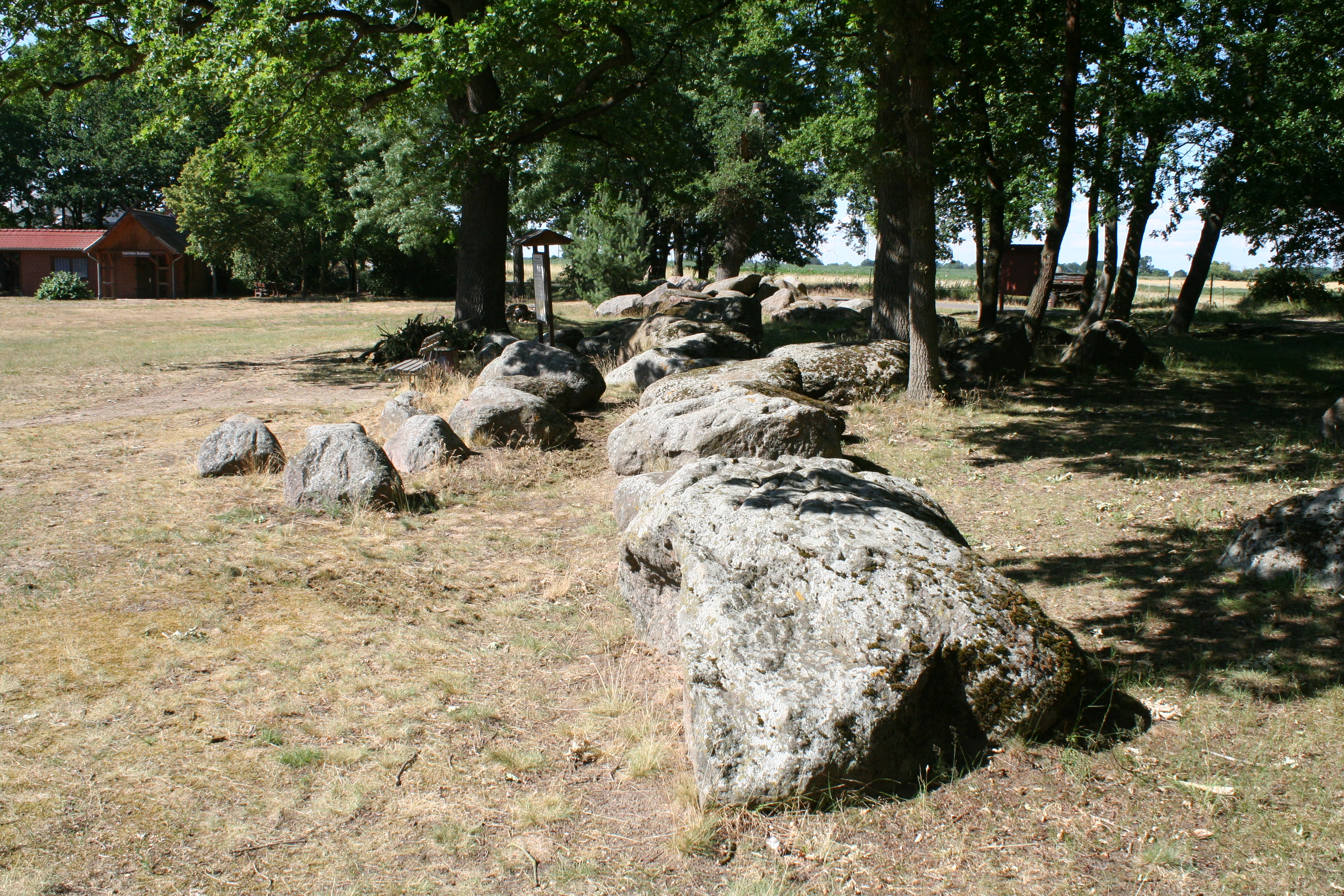
Hunebed Großsteingrab Steinfeld
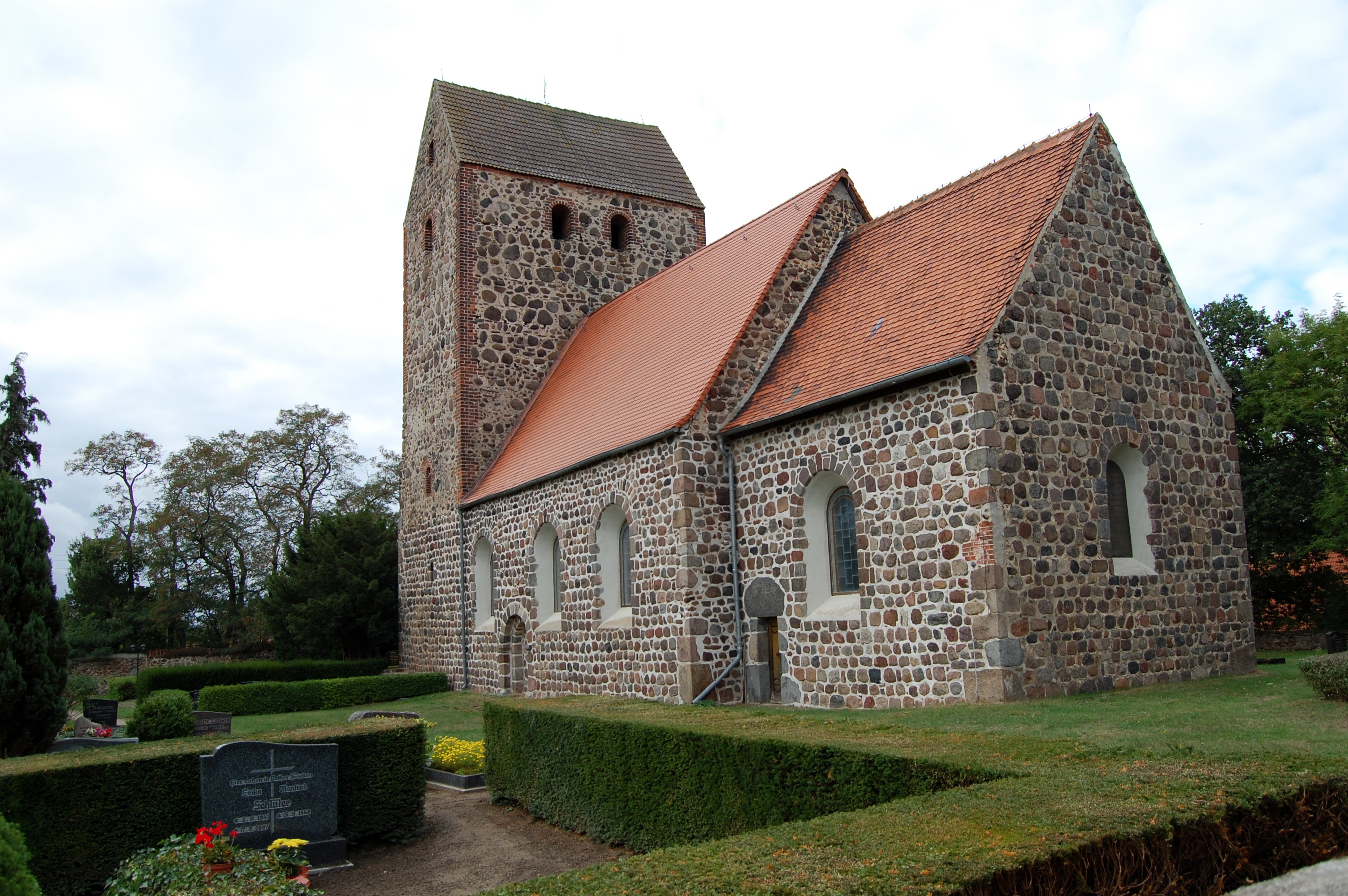
Dorpskerk te Steinfeld
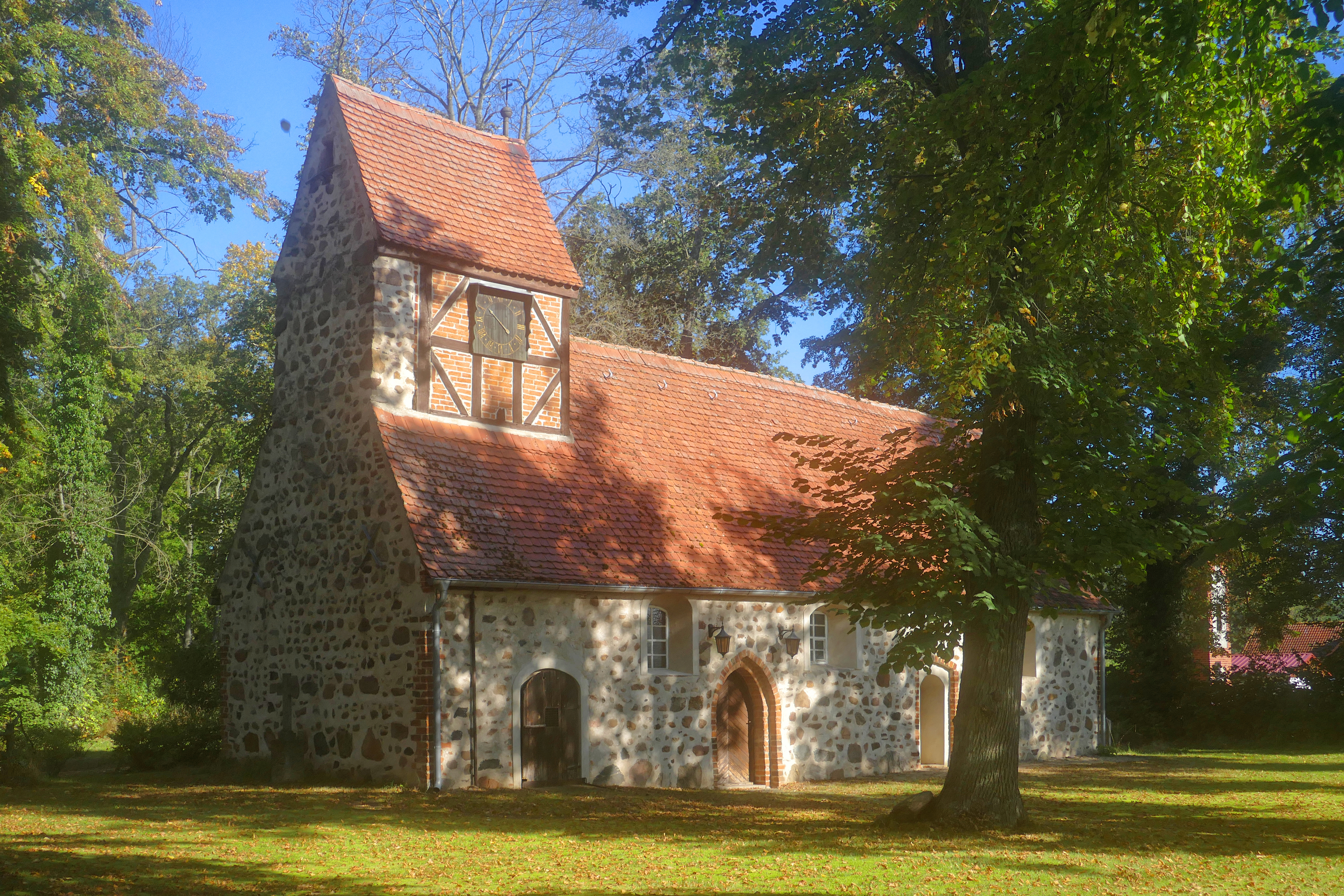
Neogotische dorpskerk te Schönfeld
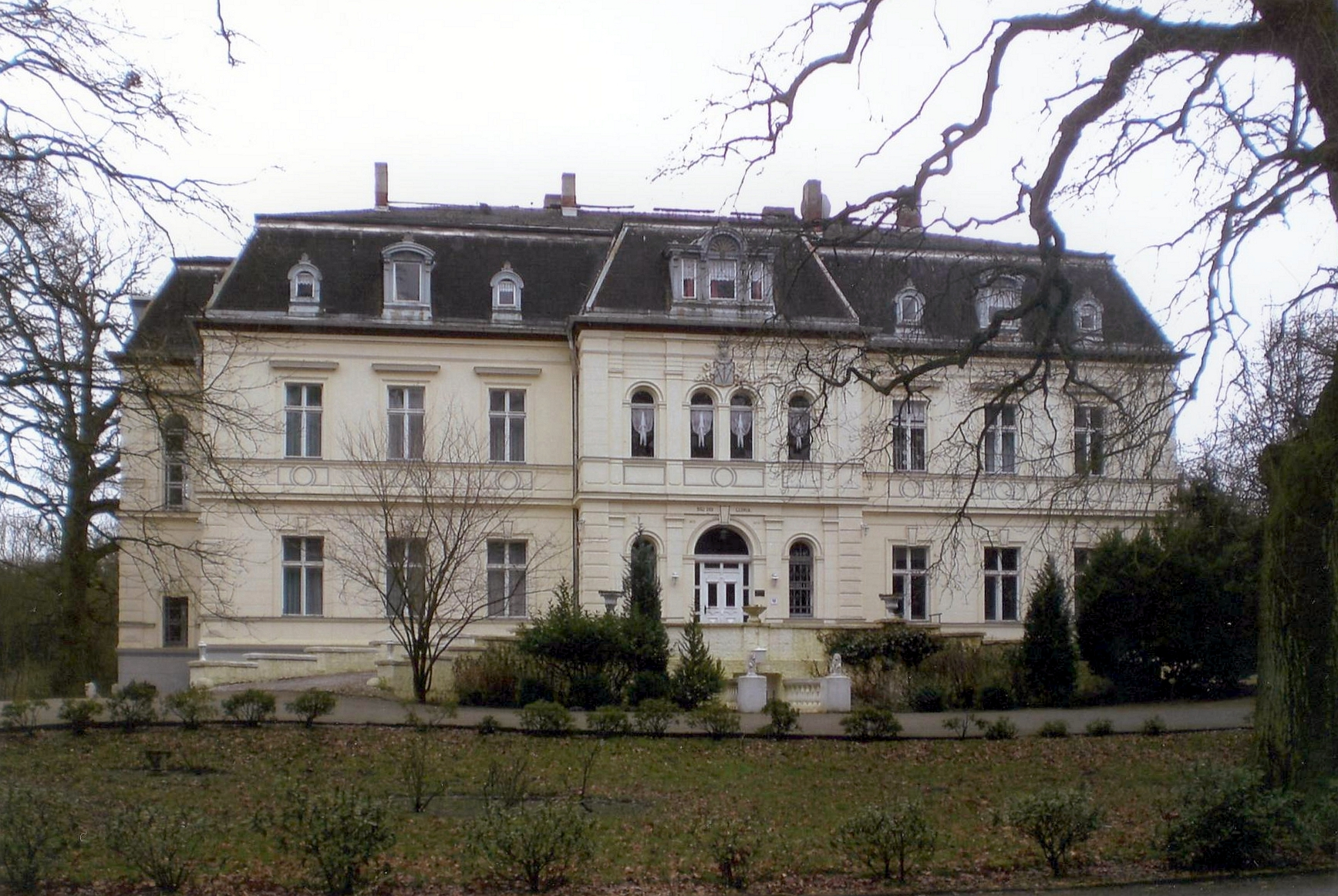
Kasteel Schönfeld (1875; in gebruik als evenementen-complex, Engels: event location)